# لوانگر (شهرک)
لوانگر (به لاتین: Levanger) یک شهرک در نروژ است که در تروندلاگ واقع شده‌است. لوانگر ۴٫۹۳ کیلومتر مربع مساحت و ۹٬۲۵۶ نفر جمعیت دارد.